# بعثية
الفكر البعثي أو التيار البعثي أو البعثية (من البعث بمعنى النهضة أو القيامة بعد الموت)، هي عقيدة فكرية تتمحور حول القومية العربية التي تشجع على تطوير وتهيئة الأمة العربية من خلال قيادة حزب الطليعة على طور ثوري لدولة تقدمية. يستند الفكر رسميًا على نظريات زكي الأرسوزي (وفقا لحزب البعث السوري الذي تهيمن عليه)، التي أسسها كل من ميشيل عفلق وصلاح البيطار.

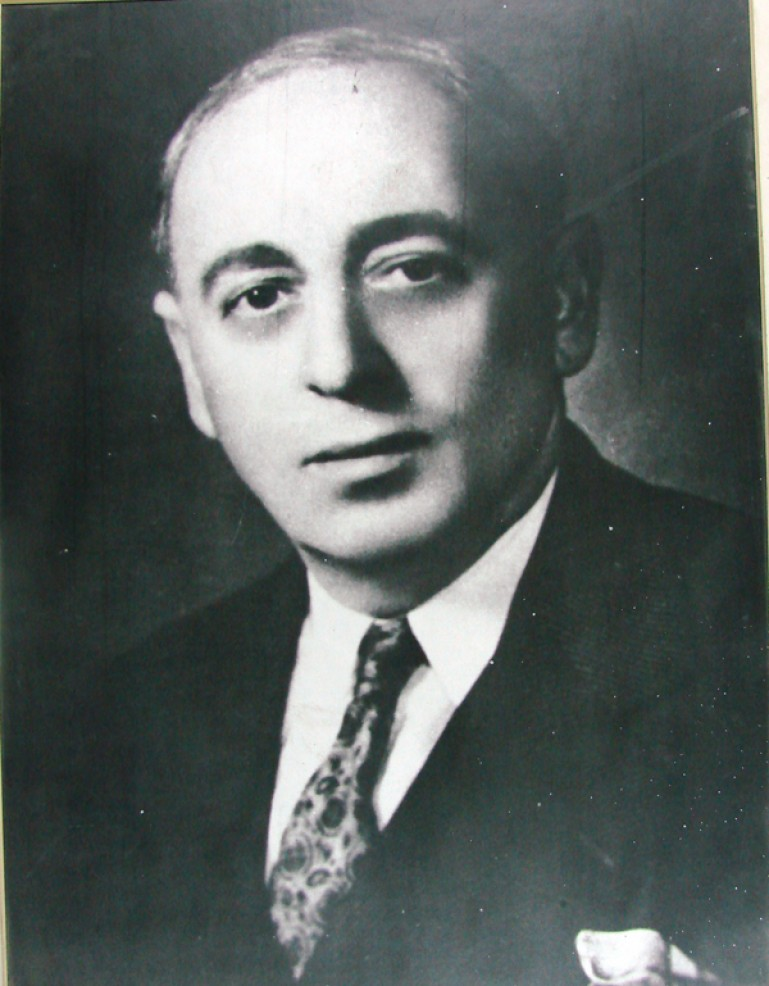
زكي الأرسوزي ،السياسي الذي أثر بالفكر البعثي. فقد أصبح بعد انقسام الحزب الرائد الفكري لحزب البعث السوري.

إن المجتمع البعثي حسب نظريته يسعى للتنوير والنهضة والانبعاث للثقافة العربية، والقيم والمجتمع. وهو يدعم إنشاء الحزب الواحد، ويرفض التعددية السياسية. حزب البعث يستخدم نظريا وقتا غير محدد لتطوير مجتمع عربي مستنير. وتستند على مبادئ بعثية قومية عربية واشتراكية، فضلا عن التقدم الاجتماعي. هو فكر علماني. دولة حزب البعث تدعم الاقتصاد الاشتراكي إلى درجة متفاوتة، وتدعم الملكية العامة لكنها تعارض مصادرة الممتلكات الخاصة. الاشتراكية في فكر البعث لا يعني اشتراكية الدولة أو المساواة الاقتصادية، بل تؤمن بالتجديد؛ البعثيون يعتقدون أن الاشتراكية هي السبيل الوحيد لتطوير مجتمع عربي حر ومتحد.
نهت الدولتين البعثيتين التي كانتا موجودتين (العراق وسوريا) عن انتقاد قائدهم الفكرية من خلال الحكم السلطوي. وقد وصفت هذا الحكومات بأنها بعثية جديدة، نظراً لأن هذا الشكل من الفكر البعثي الذي وضعته العراق وسوريا كان مختلفاً جداً عن بعثية عفلق والبيطار.